# میرزا هادی‌خان بیان‌الدوله
 میرزا هادی خان بیان‌الدوله  از سیاستمداران ایرانی بود، که در   دوره چهارم بعنوان نماینده زنجان در مجلس شورای ملی حضور داشت.